# Печерск (Киев)
Печерск — историческая местность в центре Киева. Один из трёх древних районов города вместе со Старым городом и Подолом. Занимает высшую часть киевского плато. С севера по долине Клова проходит граница Печерска с Липками, на востоке он ограничен днепровскими склонами, с юга — долиной Лыбеди, на западе плавные склоны к Лыбеди переходят в Сапёрное поле и Новую Застройку. Частями Печерска являются Черепанова, Чёрная и Бусова горы, Зверинец, Кресты. Главные магистрали: улицы Грушевского, Ивана Мазепы, Князей Острожских, бульвар Леси Украинки, улица Михаила Бойчука .
Название происходит от существующих с древних времён пещер Киево-Печерской лавры, основанной в 1051 году. Местность начала формироваться в XII веке как Печерская слобода вокруг лавры и на месте бывшего села Берестово. В XVI—XVII веках Печерский городок был окружённый природными и искусственными укреплениями. После постройки в первой половине XVIII века Старой Печерской крепости – административный центр Киева. В связи с построением Новой Печерской крепости в 18З0-е и 1840-е годы в Печерск вошла также территория бывшего села Васильковские Рогатки. Печерск дал название Печерскому району, площади, спуску, бульвару (теперь бульвару Леси Украинки), улице (теперь не существует), станции метро «Печерская», а также Новопечерской улице (теперь не существует) и переулку, Набережно-Печерскому дороге и улице (теперь не существует) На Печерске сохранились уникальные памятники архитектуры времён Древнерусского государства и последующих веков.
На Печерске находится много административных зданий, в которых размещены Офис президента Украины, Верховная Рада, Кабинет министров Украины и министерства. Печерск славится великолепными парками на днепровских склонах. На склонах Днепра расположена также Киево-Печерская Лавра, одна из величайших святынь православного мира. Верхняя Лавра является национальным музеем-заповедником, а нижняя Лавра — действующим монастырём и резиденцией митрополита Украинской православной церкви. В 1964 году на Печерске открыт Центральный ботанический сад с чудесным садом сирени и дендрарием. Печерск считается элитным и престижным районом Киева, здесь расположены головные офисы многих банков, корпораций и фирм и роскошные магазины.

## История

### Средневековье

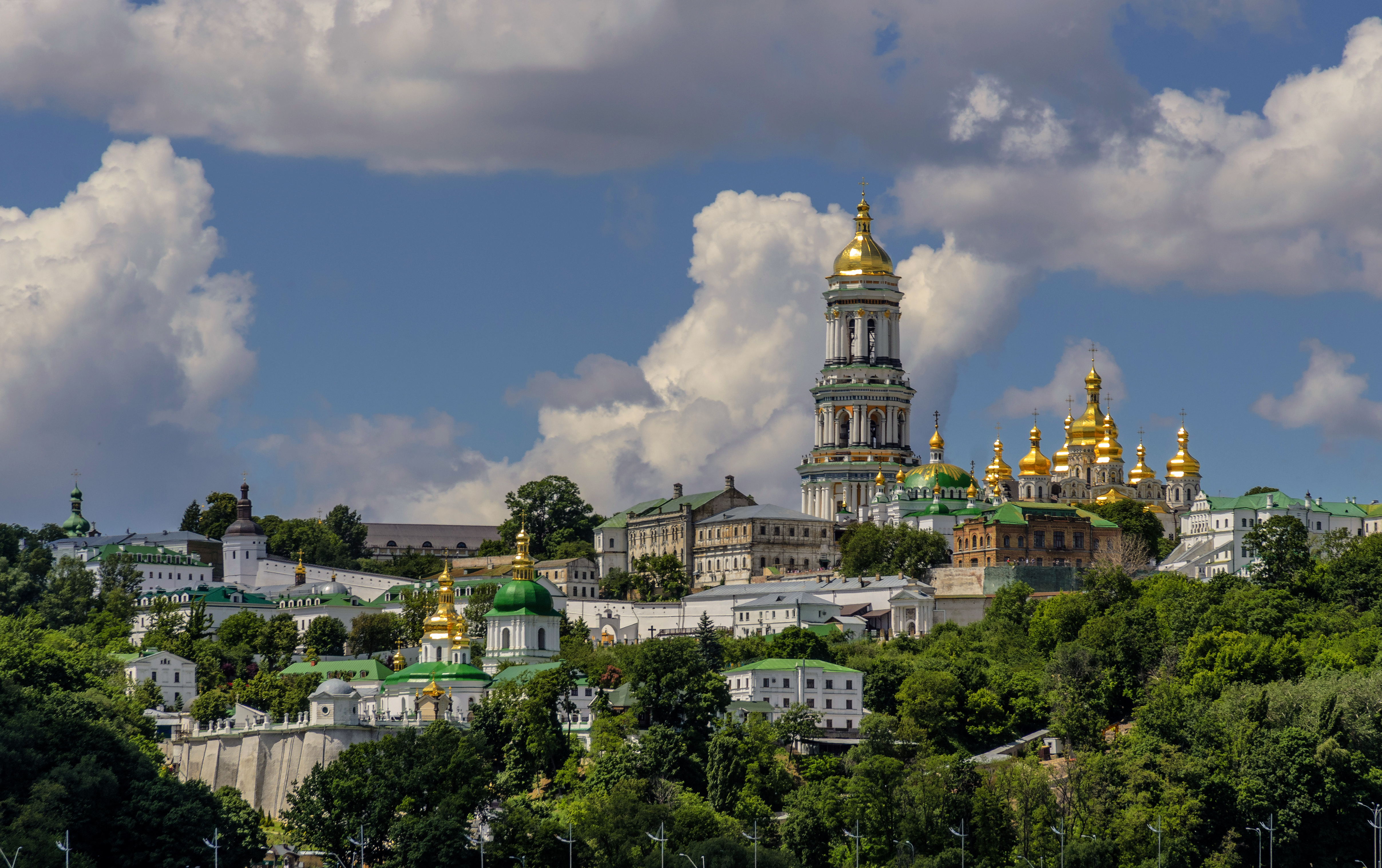
Панорама Киево-Печерской лавры сегодня

После того, как в Киеве утвердился князь Олег, он перенёс центр управления на Гору (близ Старокиевской горы, где ныне находится Исторический музей). Там он построил княжеский дворец и другие сооружения, а на Печерске остались венгры и иноки из первых христиан, живших в пещерах Угорского урочища. Более позднее развитие местности связано с возникновением и расширением Печерского монастыря, который со временем стал главной святыней Древнерусского государства. Вблизи Печерского монастыря в селе Берестово появилась княжеская резиденция великого киевского князя Владимира Святославича. Это был большой каменный двухэтажный дворец, вокруг которого стояли дворы княжеской челяди. В Берестове жили князья Ярослав Мудрый, Святослав Ярославич, Всеволод Ярославич и Владимир Мономах. В 1091 году дворец был сожжён половцами, в 1113 году он был отстроен, однако в XIII веке его разрушили монголы. В селе Берестово был построен величественный храм Спаса (XI век). Это был трёхнефный шестистолбный крестовокупольный храм при резиденции киевских князей. Одним из пресвитеров в этом храме был выдающийся публицист, философ, оратор и церковный деятель, первый киевский митрополит — русич по происхождению, Илларион, автор знаменитого трактата «Слово о законе и благодати».

### Новое время

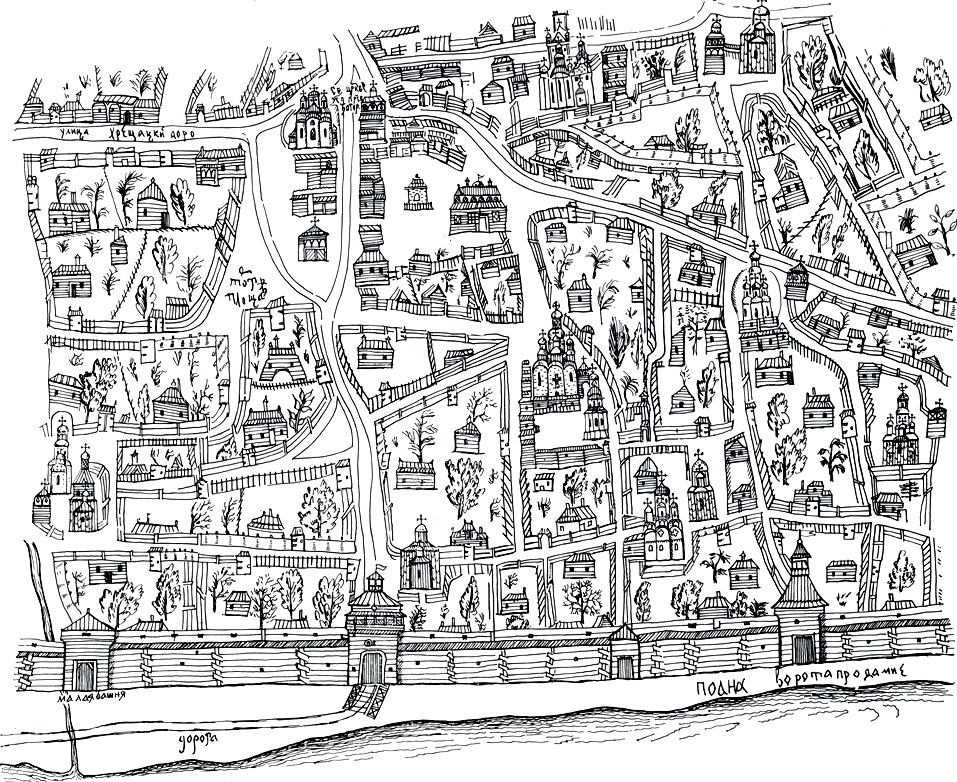
План Печерска И. Ушакова (1695 год)

С разрастанием Печерского и Никольского (близ Аскольдовой могилы) монастырей вокруг них возникают Лаврская и Никольская слободы, где вплоть до конца XVII века жили монастырские люди. Наиболее населённым было село Печерское вокруг лавры. В XVI–XVII веках оно стало городком, который существовал до времён гетмана Ивана Самойловича, который по заданию русского правительства начал строить там твердыню против турок и татар — Печерскую крепость. В результате обе слободы были постепенно снесены, а люди были переселены в другие места. В 1706 году при Иване Мазепе были возведены стены новой крепости. В дальнейшем крепость была дополнительно укреплена, вблизи неё был возведен оружейный арсенал на месте снесённого Вознесенского женского монастыря, игуменью в котором была Мария Магдалена Мазепа.

### ПериодРоссийской империи
Печерск стал административным центром Киева, на его территории в 1750—1755 годах для императрицы Елизаветы Петровны был построен барочный Мариинский дворец по проекту Бартоломео Растрелли. Постепенно Печерск оброс казёнными постройками, но в целом он ещё долго был застроен глиняными и деревянными одноэтажными сооружениями, среди которых отличались своим великолепием лаврские постройки, Никольский военный собор, Никольский Слупский монастырь, Печерская и Зверинецкая крепости. В 1830 году начато строительство Новопечерской крепости, вызванное польским восстанием 1830—1831 годов и крестьянскими волнениями. Это была крепкая система укреплений, фортов, стен, башен, ворот, капониров, валов и рвов, с госпиталем, водопроводными системами. Остатки ее в районе бульвара Леси Украинки (Круглая башня) и Наводнической улицы свидетельствуют, что по тем временам это было первоклассное оборонительное сооружение.
К достопримечательностям Печерска относится также Кловский дворец, построенный в 1744—1756 годах. Вокруг него была посажена большая липовая роща с аллеями в направлении Днепра, давшая название местности Липки. Кроме липовых аллей в начале XVIII века там возникли Виноградный и Шелковичный сады. Липки были аристократическим районом города, поскольку русская и польская знать селилась вблизи царского дворца, вокруг которого цвели сады и открывался живописный вид на левый берег Днепра. Среди строений на Липках в XVIII веке возникли дома генерал-губернатора, гражданского губернатора, генерала Милорадовича, князя Васильчикова, графа Безбородко и т. д. В 1850-х годах на балах, приёмах и званых обедах в этих домах собиралась вся киевская знать. Звездой общества была графиня Эвелина Ганская, ставшая женой французского писателя Бальзака.
Значительно оживилась жизнь Печерска в связи со строительством на улице Ивановской (теперь Институтская) в 1832—1842 годах открывшегося в 1838 году дома Института благородных девиц. В нём учились девочки дворянского происхождения, дочери купцов, почётных граждан Киева.
Недалеко от Лютеранской улицы когда-то была немецкая колония, о чём свидетельствует лютеранская кирха. На этой улице находились пансионы для дворянских детей, школы, дом Киевского благотворительного общества. Бывшая улица Николаевская (теперь — архитектора Городецкого) была едва ли не самой красивой в городе. Киевляне называли её «Киевским Парижем». Там располагались роскошная гостиница «Континенталь», цирк, салон мебели, дом Гинзбурга, театр Соловцова (ныне Театр им. И. Франко ). А неподалёку — парк и озеро в усадьбе профессора Меринга, популярное место отдыха киевлян. В 1874 году через эту усадьбу была проложена улица Банковая, украшением которой стал дом с химерами архитектора Владислава Городецкого.
В январе 1918 года при обстреле Киева наибольшие разрушения получили именно Печерск и Старый город с прилегающими районами.

### Советскийпериод

Панорама Печерска с юго-запада

Ландшафт Печерска значительно изменился в 1930-х годах. Были разрушены Никольский Военный и Никольский Слупский монастыри, значительная часть Печерской крепости. На улице Московской выросли новые корпуса завода "Арсенал", на котором работало несколько тысяч рабочих и инженеров. В 1936—1938 годах на улице Кирова по проекту архитектора И. А. Фомина был построен дом Совета Министров УССР, а в 1936—1939 годах по проекту архитектора В. И Заболотного — здание Верховного Совета УССР. В 1936—1939 годах на бывшей улице Орджоникидзе, 11, по проекту архитектора С. В. Григорьева возведено здание Центрального Комитета Компартии Украины, в котором в настоящее время находится Администрация Президента Украины. Сейчас в бывших особняках киевской знати на Липках размещены различные государственные и общественные учреждения, в частности, Украинский Фонд культуры, Музей истории Киева, Дворец культуры (бывший институт благородных девиц, позже — Октябрьский дворец) и другие. О древних временах напоминает всемирно известный Национальный историко-культурный заповедник «Киево-Печерская лавра». Хотя в 1941 году был разрушен его главный храм — Успенский собор, однако в целом судьба уберегла монастырь от значительного разрушения и архитектурный ансамбль остался без изменений со времён средневековья. Успенский собор был восстановлен в предыдущем виде в 2001 году

### Постсоветский период

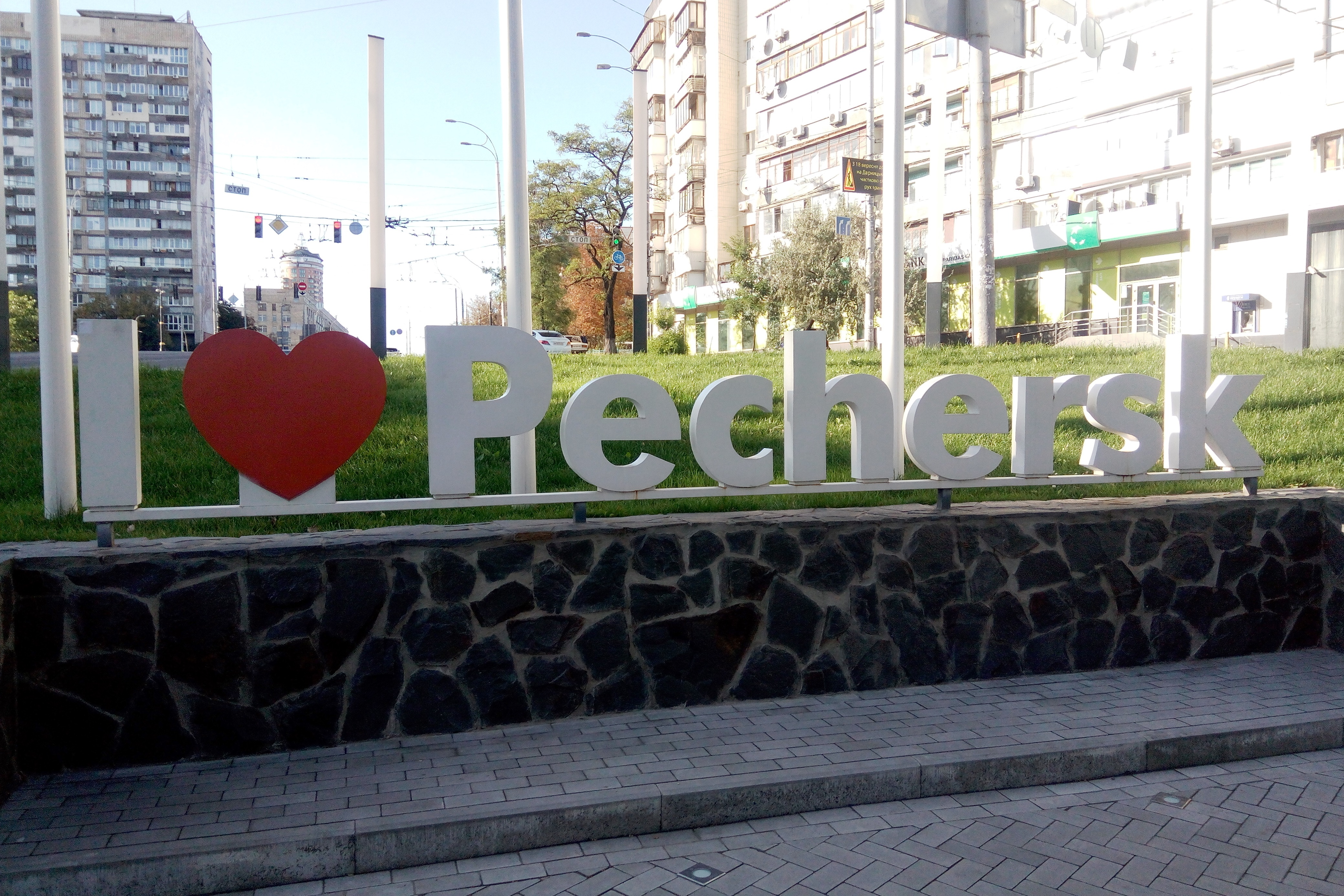